# Tucanet de bandes blaves
El tucanet de bandes blaves (Aulacorhynchus coeruleicinctis) és una espècie d'ocell de la família dels ramfàstids (Ramphastidae) que habita la selva humida dels Andes de l'est del Perú i nord de Bolívia.